# Eucanippe eucla
Espèce
Eucanippe eucla est une espèce d'araignées mygalomorphes de la famille des Idiopidae.

## Distribution
Cette espèce est endémique d'Australie-Occidentale.

## Publication originale
- Rix, Main, Raven & Harvey, 2018 : Systematics of the spiny trapdoor spiders of the genus Eucanippe (Mygalomorphae: Idiopidae: Aganippini) from south-western Australia: documenting a poorly-known lineage from Australia's biodiversity hotspot. Journal of Arachnology, vol. 46, no 1, p. 133-154.